# 모하마드 크두
모하마드 잘랄 크두(아랍어: محمد جلال قدوح, 1997년 7월 10일 ~)는 레바논의 축구 선수로, 포지션은 공격수를 소화한다. 현재 알아헤드에서 알자우라로 임대되어 뛰고있다.